# Xenolea collaris
Xenolea collaris là một loài bọ cánh cứng trong họ Cerambycidae.